# Materatz

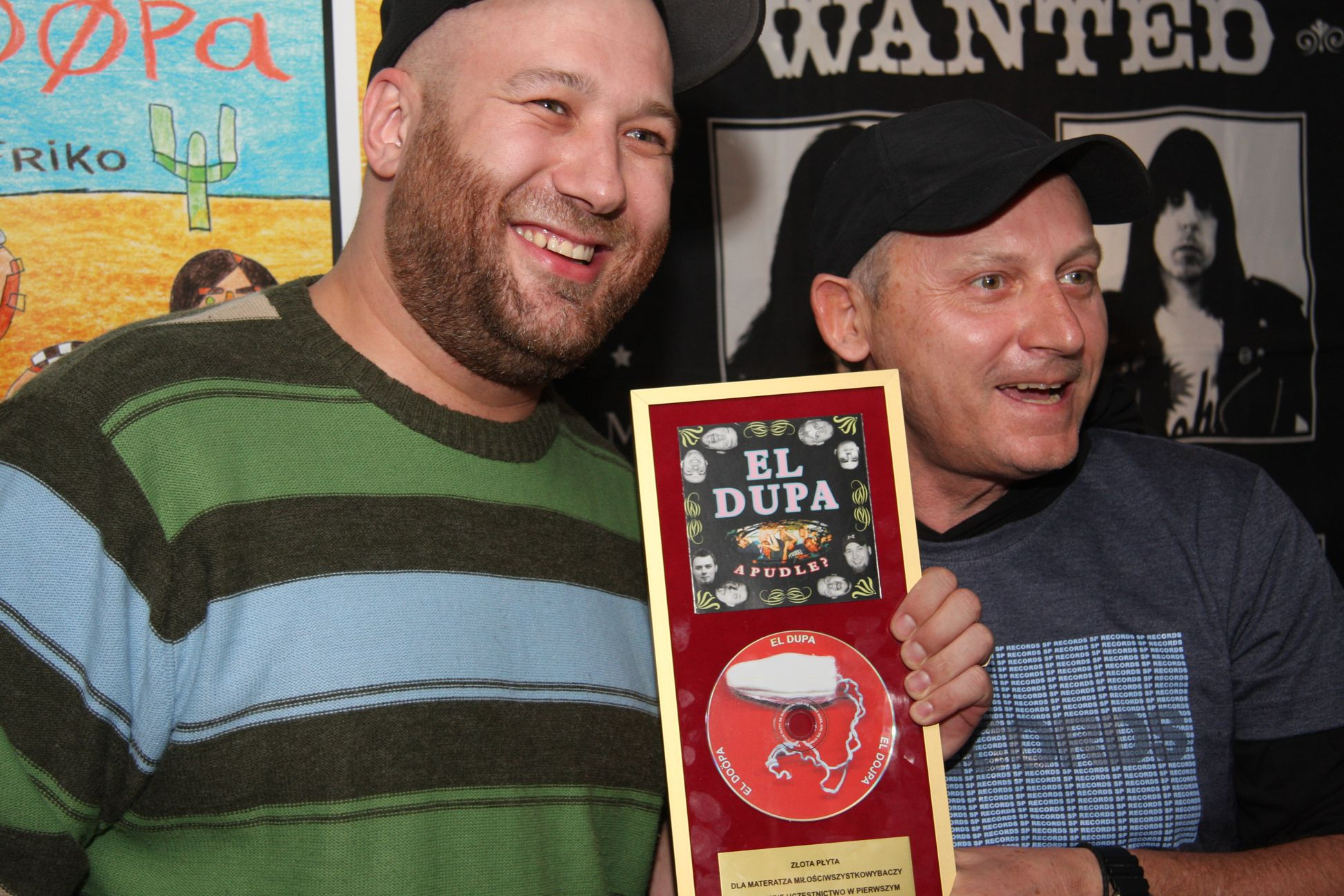
Materatz (z lewej) i Sławomir Pietrzak wręczający mu złotą płytę za album A pudle? zespołu El Dupa (w czasie podpisywania płyty Pożegnanie za friko 20 grudnia 2013 roku w warszawaskim pubie Barock)

Materatz (właściwie Mateusz Miłosiński, ur. 8 lipca 1976) – polski muzyk i DJ, członek takich zespołów jak El Dupa i Miloopa (2002-2003).

## Dyskografia

### z El Dupa
- A pudle? (2000)
  - Prohibicja (singel)
  - Natalia w Brooklynie (singel)
- Gra? (2007)

### z 2TM2,3
- 2Tm2,3 (album) (1999)

### z Ztvörki
- Druga Płyta (1999)